# Glaucocharis holanthes
Glaucocharis holanthes là một loài bướm đêm trong họ Crambidae.